# Kropywyschtsche
Kropywyschtsche (ukrainisch Кропивище, russisch Крапивище Krapiwischtsche, polnisch Kropiwiszcze) ist ein in der Westukraine liegendes Dorf im Rajon Kolomyja, Oblast Iwano-Frankiwsk.
Es befindet sich ca. 20 Kilometer südlich der Rajonshauptstadt Kolomyja und grenzt an einen Wald. Durch das Gebiet des Dorfes verläuft der Fluss Beresiwka, ein Ausläufer des Pruth.
Am 9. September 2016 wurde das Dorf ein Teil der Landgemeinde Matejiwzi; bis dahin war es Teil der Landratsgemeinde Pylypy im Südosten des Rajons Kolomyja.

## Einrichtungen
- Im Ort gibt es eine Grundschule mit Kindergarten, die zum Pylypow-Gymnasium in Matejiwzi gehört.[2]
- Die Kirche wurde zu Ehren des Heiligen Demetrios von Thessaloniki erbaut.